# Meerbarben
Meerbarben oder Seebarben (Mullidae) sind eine weit verbreitete Familie der Barschverwandten (Percomorphaceae). Die Familie umfasst über 80 Arten. Sie kommen in warmen Küstenregionen aller Meere vor, selten auch im Brackwasser. Mit den im Süßwasser lebenden Barben sind sie nicht näher verwandt. Verbreitungsschwerpunkt mit etwa 30 Arten sind die Gewässer um Indonesien.

## Merkmale
Meerbarben besitzen einen langgestreckten, seitlich leicht abgeflachten Körper und werden 7 bis 60 cm lang. Das Kopfprofil ist steil, der Rücken gewölbt, die Bauchseite fast gerade. Die zwei Rückenflossen sind durch einen relativ weiten Zwischenraum getrennt. Die erste wird von sechs bis acht Flossenstacheln gestützt, die zweite von einem Stachel und acht bis neun Weichstrahlen. Bei der Afterflosse sind es ein Stachel und fünf bis acht Weichstrahlen. Sie ist immer kürzer als die zweite Rückenflosse. Die Schwanzflosse ist gegabelt. An der Spitze des Unterkiefers befinden sich zwei lange, bewegliche Barteln, die beim freien Schwimmen in Gruben zurückgelegt werden können. Sie sind chemosensorisch und werden zur Nahrungssuche benutzt. Das Maul ist klein, unterständig, protraktil (vorstülpbar) und mit kleinen Zähnen besetzt. Die Anzahl der Wirbel liegt bei 24. Die Schwimmblase ist klein. 
Meerbarben sind in vielen Fällen bunt gefärbt, oft dominieren Rottöne. Einige Arten können das Muster auf der Haut von streifig zu fleckig oder einfarbig wechseln. In einer Art können verschiedene Farbmorphen vorkommen. Meerbarben besitzen relativ große Rundschuppen oder nur leicht gezähnte Kammschuppen.

## Lebensweise
Meerbarben leben küstennah im flachen Wasser. Es gibt tag- und nachtaktive Arten. Sie suchen in kleineren Trupps oder größeren Schwärmen Sand- oder Schlickböden und Seegraswiesen nach Nahrung ab und ernähren sich von kleinen, benthischen Wirbellosen (Würmer, Weichtiere, kleine Stachelhäuter) und kleinen Fischen. Beim Wühlen wirbeln sie Sand- und Schlickwolken auf und werden oft von anderen Fischen (vor allem Lippfische) begleitet, die übrig gebliebene Nahrungspartikel fressen. Meerbarben sind Freilaicher, die keine Brutpflege betreiben. Die Eier enthalten einen Öltropfen und schweben pelagisch im freien Wasser, die Larven ebenfalls.

## Äußere Systematik
Traditionell werden die Meerbarben in die Ordnung der Barschartigen (Perciformes) gestellt, die in ihrer alten Zusammensetzung poly- und paraphyletisch ist. Der Vergleich von DNA-Sequenzen ergibt jedoch eine nahe Verwandtschaft mit den Seenadelartigen (Syngnathiformes) und Betancur-R. und Kollegen ordnen die Meerbarben in ihrer neuen Systematik der Knochenfische dieser Ordnung zu. Die Verwandtschaft dieser äußerlich recht unterschiedlichen Gruppen gründet sich ausschließlich auf Vergleich von DNA-Sequenzen und wird bisher nicht durch morphologische Autapomorphien gestützt. Near und Mitarbeiter stellen ein Schwestergruppenverhältnis zwischen Seenadelartigen und den Meerbarben fest, gehen aber nicht soweit, die Meerbarben in die Ordnung der Syngnathiformes zu stellen.

## Innere Systematik

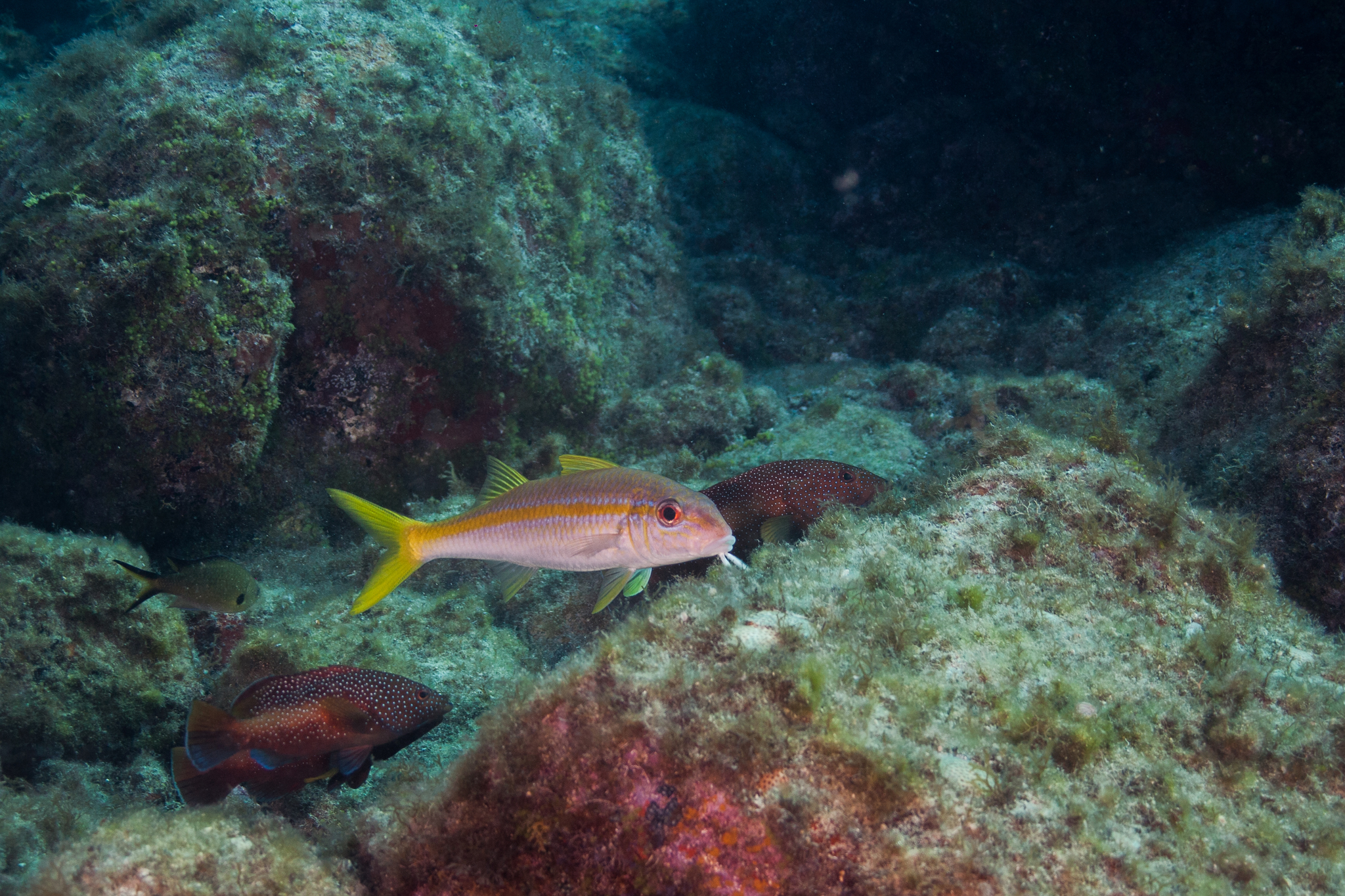
Gelbe Meerbarbe (Mulloidichthys martinicus)

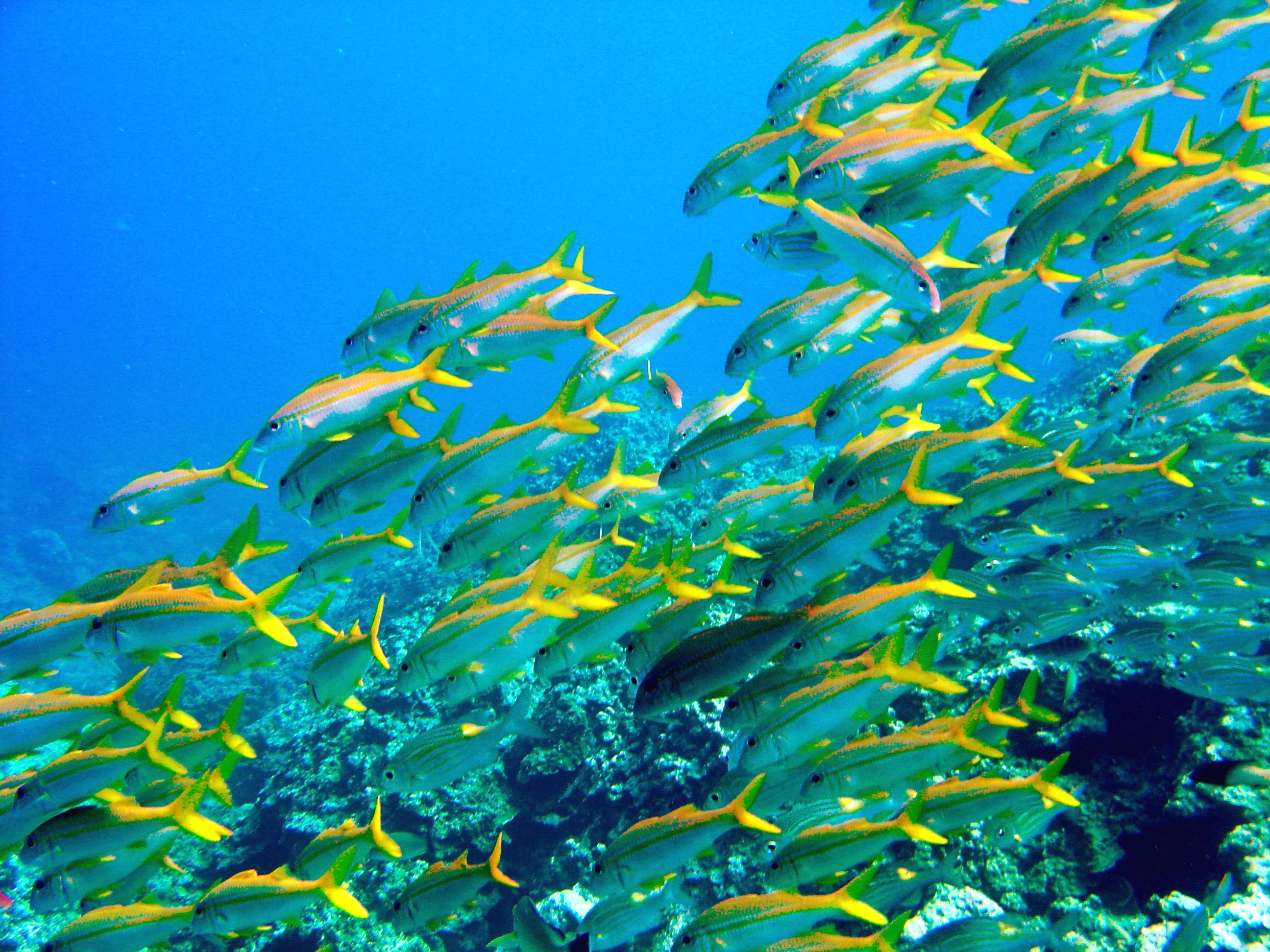
Mulloidichthys vanicolensis

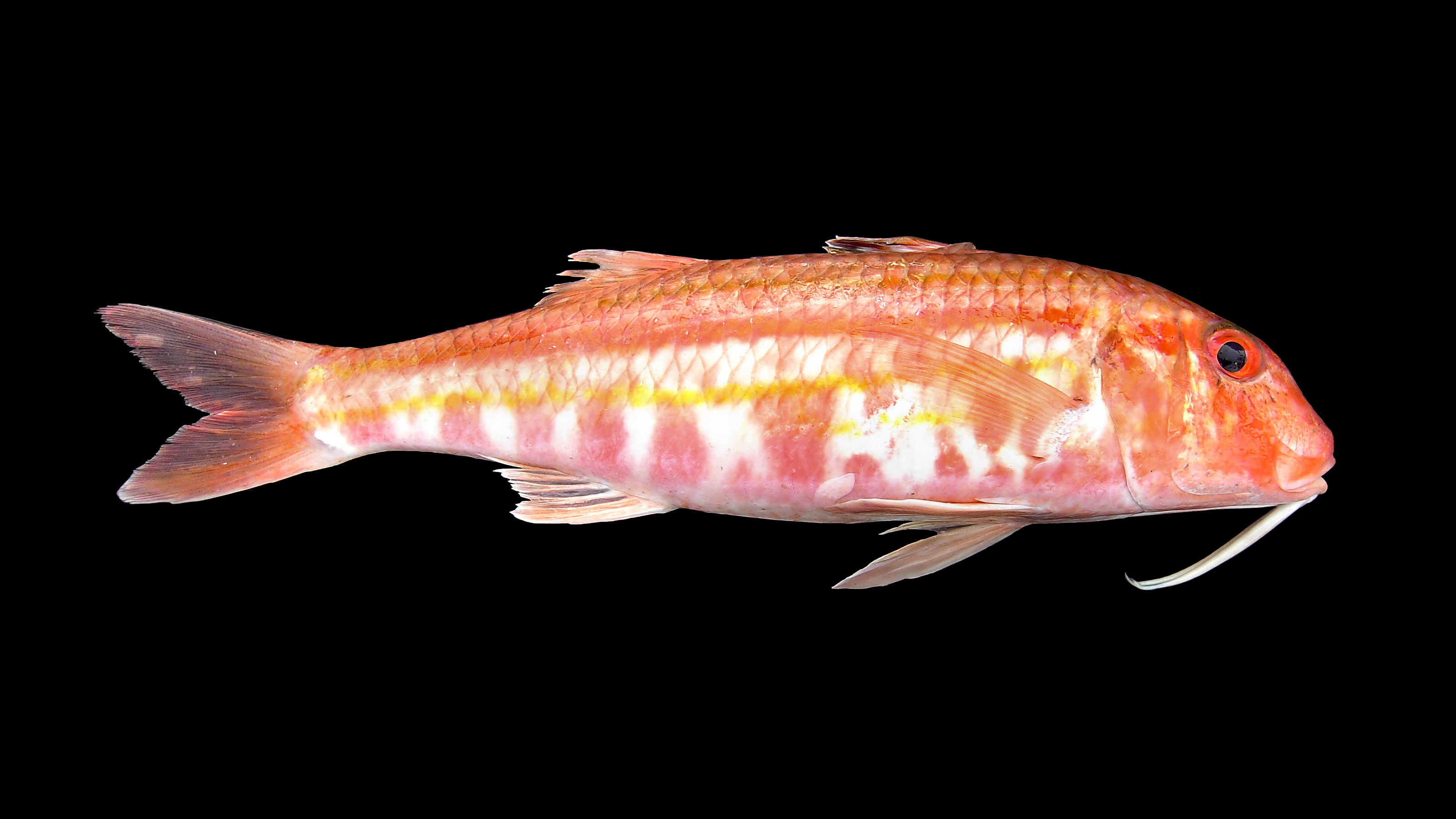
Streifenbarbe (Mullus surmuletus)

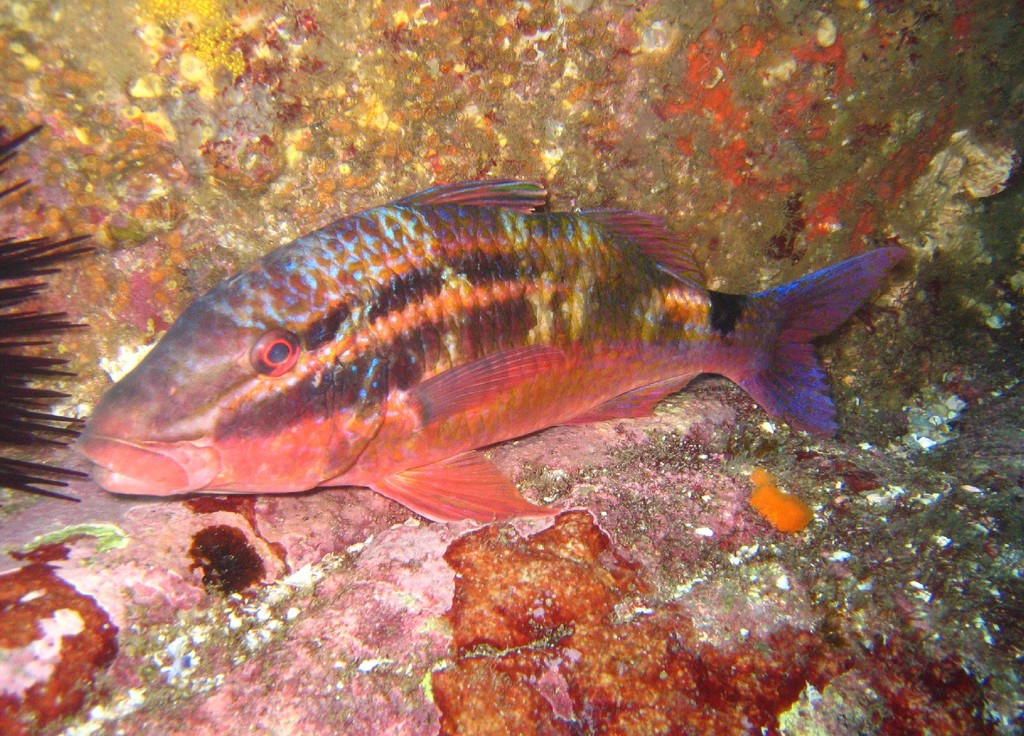
Parupeneus spilurus

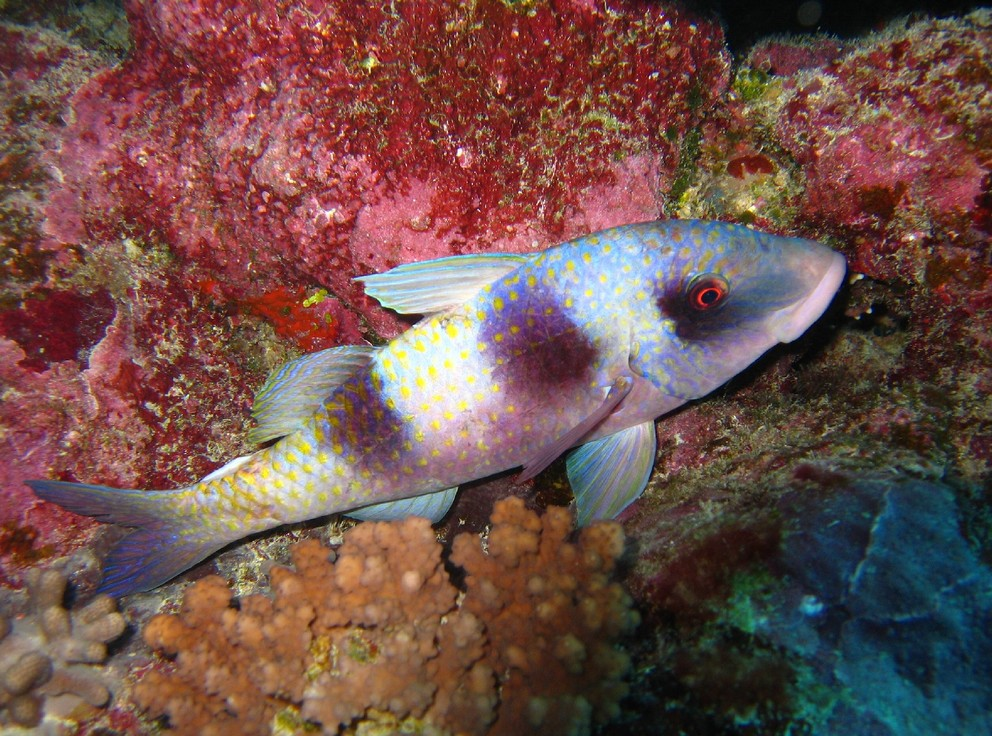
Parupeneus trifasciatus

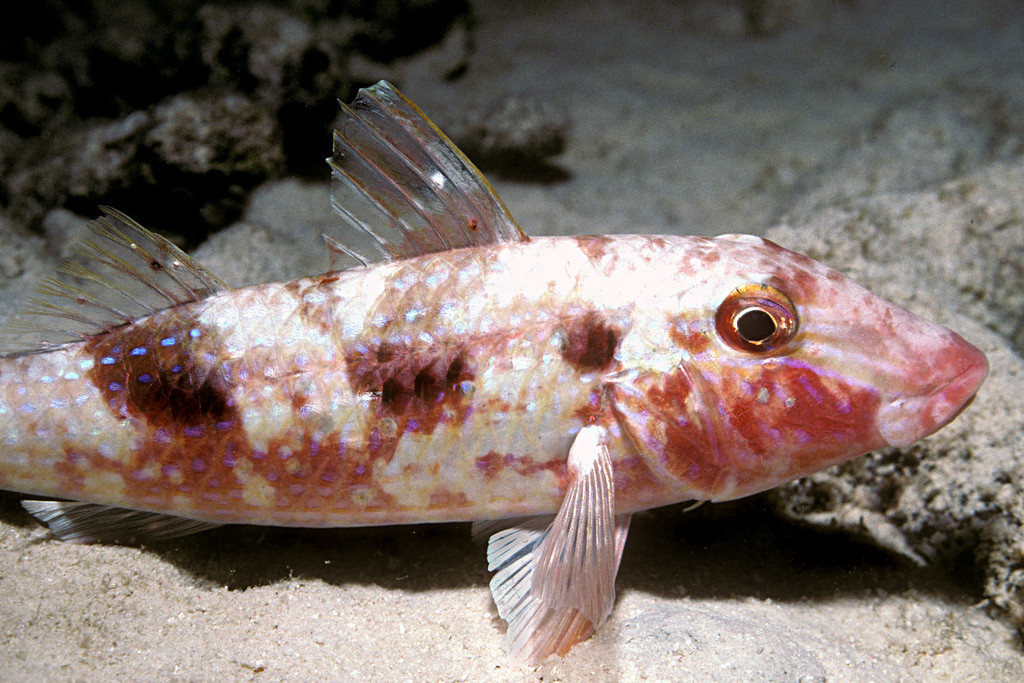
Pseudupeneus maculatus

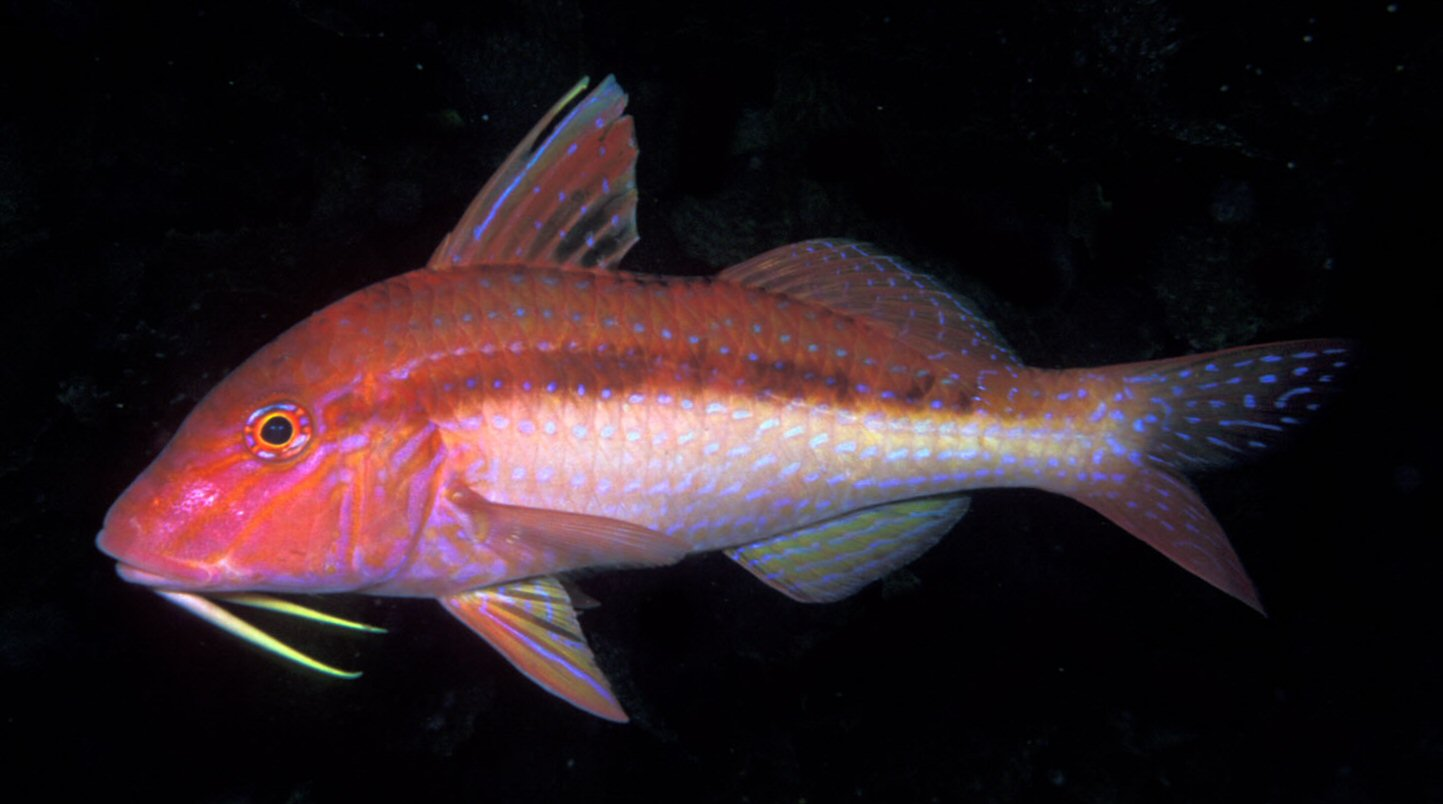
Upeneichthys lineatus

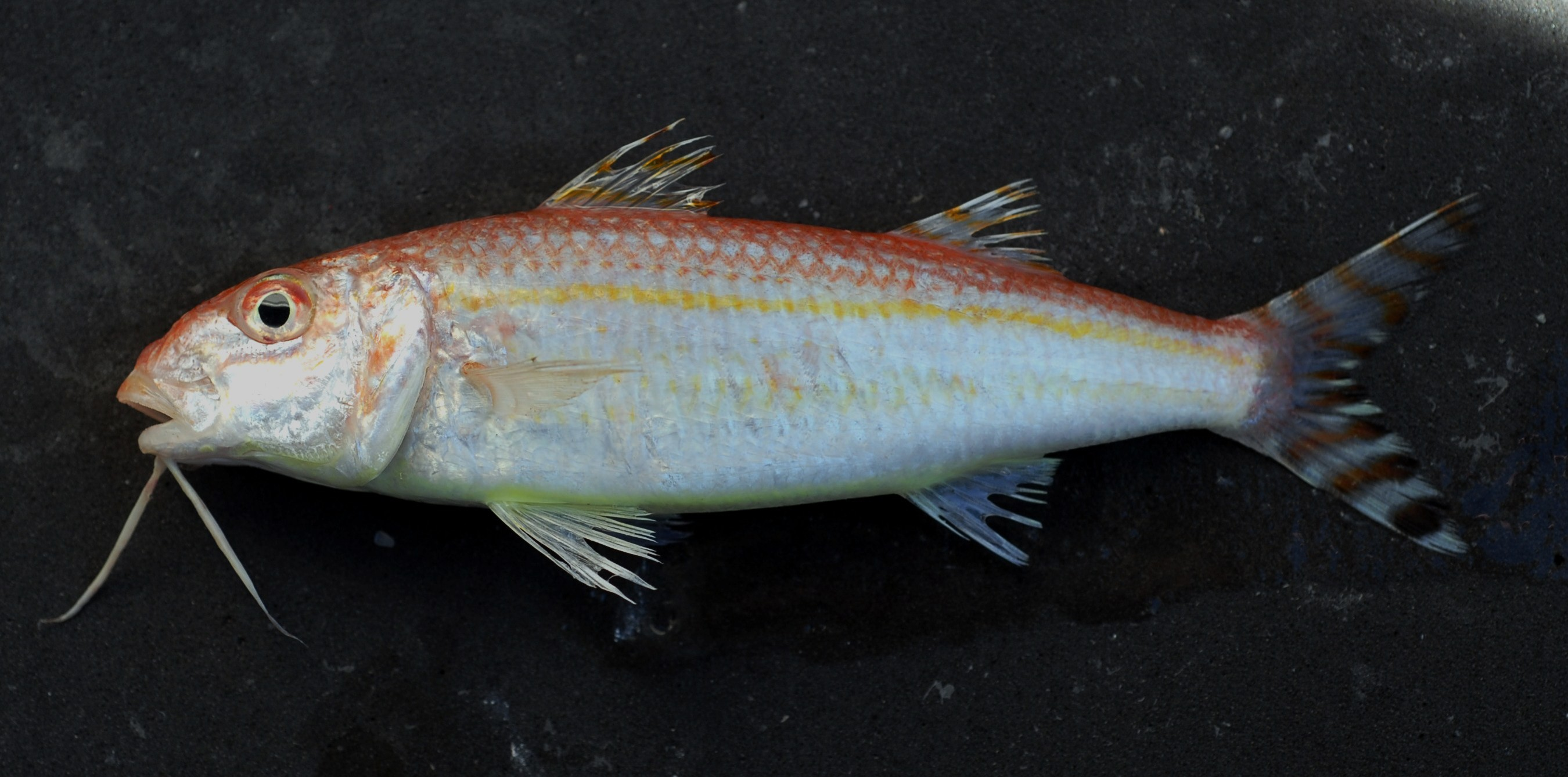
Upeneus parvus

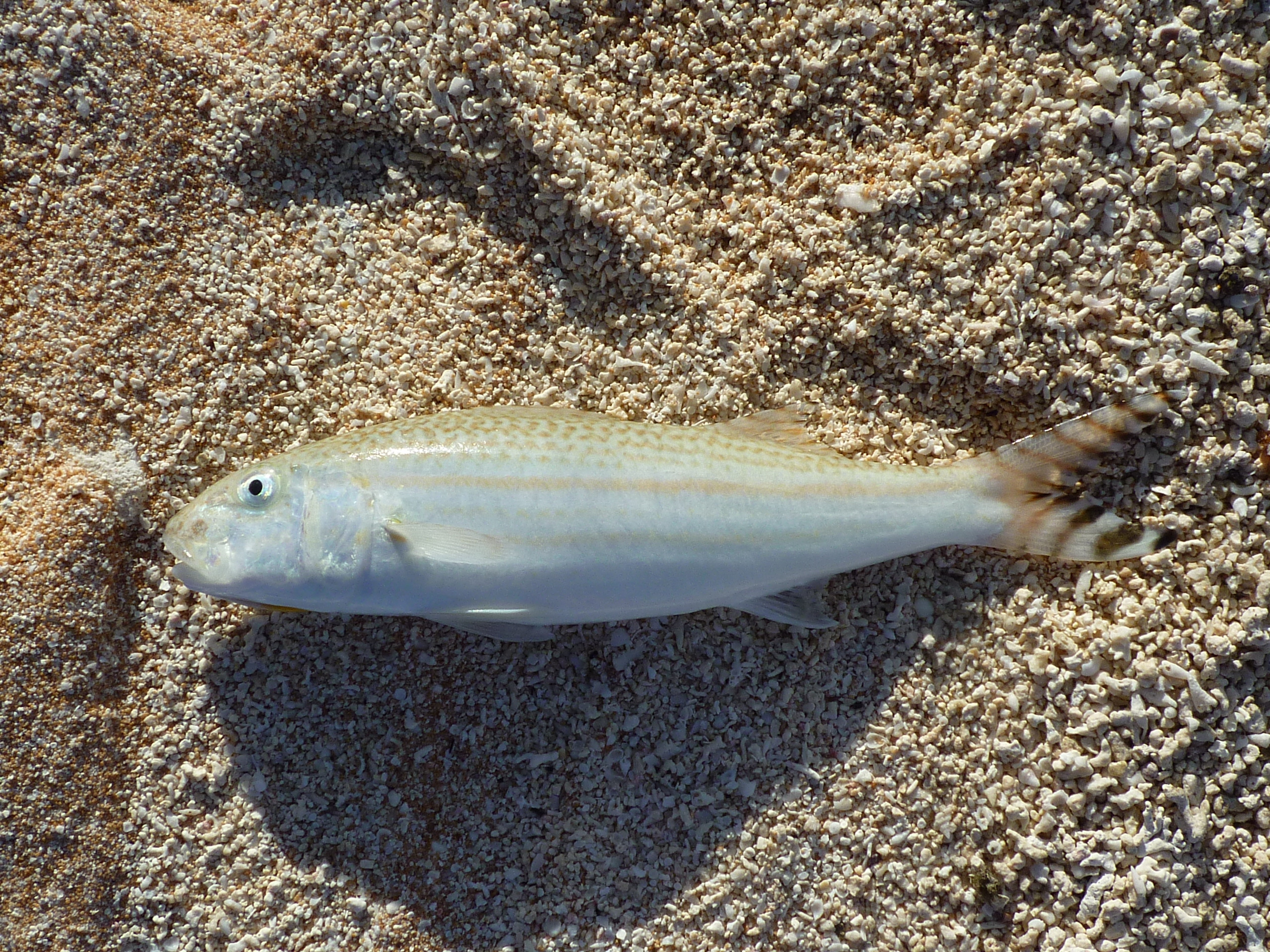
Upeneus taeniopterus

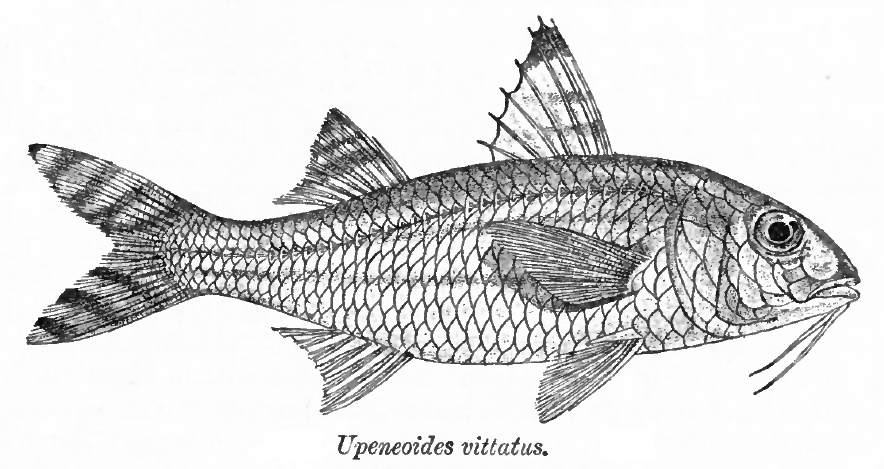
Upeneus vittatus

Es gibt über 80 Arten in sechs Gattungen: 
- Gattung Mulloidichthys Whitley, 1929
  - Mulloidichthys ayliffe Uiblein, 2011
  - Mexikanische Meerbarbe (Mulloidichthys dentatus) (Gill, 1862)
  - Gelbstreifen-Meerbarbe (Mulloidichthys flavolineatus) (Lacépède, 1801)
  - Gelbe Meerbarbe (Mulloidichthys martinicus) (Cuvier, 1829)
  - Mulloidichthys mimicus Randall & Guézé, 1980
  - Mulloidichthys pfluegeri (Steindachner, 1900)
  - Gelbflossenbarbe (Mulloidichthys vanicolensis) (Valenciennes, 1831)
- Gattung Mullus Linnaeus, 1758
  - Mullus argentinae Hubbs & Marini, 1933
  - Mullus auratus Jordan & Gilbert, 1882
  - Rote Meerbarbe (Mullus barbatus) Linnaeus, 1758
  - Streifenbarbe (Mullus surmuletus) Linnaeus, 1758
- Gattung Parupeneus Bleeker, 1863
  - Parupeneus angulatus Randall & Heemstra, 2009
  - Zweifarben Meerbarbe (Parupeneus barberinoides) (Bleeker, 1852)
  - Strich-Punkt-Meerbarbe (Parupeneus barberinus) (Lacépède, 1801)
  - Parupeneus biaculeatus (Richardson, 1846)
  - Parupeneus chrysonemus (Jordan & Evermann, 1903)
  - Parupeneus chrysopleuron (Temminck & Schlegel, 1843)
  - Weißstreifen-Meerbarbe (Parupeneus ciliatus) (Lacépède, 1802)
  - Parupeneus crassilabris (Valenciennes, 1831)
  - Gelbe Meerbarbe (Parupeneus cyclostomus) (Lacépède, 1801)
  - Parupeneus diagonalis Randall, 2004
  - Rotmeer-Barbe (Parupeneus forsskali) (Fourmanoir & Guézé, 1976)
  - Parupeneus fraserorum Randall & King, 2009
  - Rottupfen-Meerbarbe (Parupeneus heptacanthus) (Lacépède, 1802)
  - Indische Barbe (Parupeneus indicus) (Shaw, 1803)
  - Parupeneus inayatae Uiblein & Fahmi, 2018
  - Parupeneus insularis Randall & Myers, 2002
  - Parupeneus jansenii (Bleeker, 1856)
  - Parupeneus louise Randall, 2004
  - Kurzstreifen-Barbe (Parupeneus macronemus) (Lacépède, 1801)
  - Parupeneus margaritatus Randall & Guézé, 1984
  - Parupeneus minys Randall & Heemstra, 2009
  - Parupeneus moffitti Randall & Myers, 1993
  - Vielstreifen-Barbe (Parupeneus multifasciatus) (Quoy & Gaimard, 1825)
  - Parupeneus nansen Randall & Heemstra, 2009
  - Parupeneus orientalis (Fowler, 1933)
  - Parupeneus pleurostigma (Bennett, 1831)
  - Parupeneus porphyreus (Jenkins, 1903)
  - Parupeneus posteli Fourmanoir & Guézé, 1967
  - Parupeneus procerigena Kim & Amaoka, 2001
  - Rotstreifen-Meerbarbe (Parupeneus rubescens) (Lacépède, 1801)
  - Parupeneus seychellensis (Smith & Smith, 1963)
  - Japanische Meerbarbe (Parupeneus spilurus) (Bleeker, 1854)
  - Parupeneus trifasciatus (Lacépède, 1801)
- Gattung Pseudupeneus Bleeker, 1862
  - Pseudupeneus grandisquamis (Gill, 1863)
  - Pseudupeneus maculatus (Bloch, 1793)
  - Pseudupeneus prayensis (Cuvier, 1829)
- Gattung Upeneichthys Bleeker, 1855
  - Upeneichthys lineatus (Bloch & Schneider, 1801)
  - Upeneichthys stotti Hutchins, 1990
  - Upeneichthys vlamingii (Cuvier, 1829)
- Gattung Upeneus Cuvier, 1829
  - Upeneus asymmetricus Lachner, 1954
  - Upeneus australiae Kim & Nakaya, 2002
  - Upeneus davidaromi Golani, 2001
  - Upeneus doriae (Günther, 1869)
  - Upeneus filifer (Ogilby, 1910)
  - Upeneus francisi Randall & Guézé, 1992
  - Upeneus guttatus (Day, 1868)
  - Upeneus heemstra Uiblein & Gouws, 2014
  - Upeneus indicus Uiblein & Heemstra, 2010
  - Upeneus itoui Yamashita, Golani & Motomura, 2011
  - Upeneus japonicus (Houttuyn, 1782)
  - Upeneus lombok Uiblein & White, 2015
  - Upeneus luzonius Jordan & Seale, 1907
  - Upeneus margarethae Uiblein & Heemstra, 2010
  - Upeneus mascareinsis Fourmanoir & Guézé, 1967
  - Molukkenbarbe (Upeneus moluccensis) (Bleeker, 1855)
  - Upeneus mouthami Randall & Kulbicki, 2006
  - Upeneus nigromarginatus Bos, 2014[4]
  - Upeneus oligospilus Lachner, 1954
  - Upeneus parvus Poey, 1852
  - Upeneus pori Ben-Tuvia & Golani, 1989
  - Upeneus quadrilineatus Cheng & Wang, 1963
  - Upeneus randalli Uiblein & Heemstra, 2011
  - Upeneus saiab Uiblein & Lisher, 2013
  - Upeneus seychellensis Uiblein & Heemstra, 2011
  - Upeneus stenopsis Uiblein & McGrouther, 2012
  - Upeneus suahelicus Uiblein & Heemstra, 2010
  - Upeneus subvittatus (Temminck & Schlegel, 1843)
  - Upeneus sulphureus Cuvier, 1829
  - Upeneus sundaicus (Bleeker, 1855)
  - Upeneus supravittatus Uiblein & Heemstra, 2010
  - Upeneus taeniopterus Cuvier, 1829
  - Upeneus torres Uiblein & Gledhill, 2014
  - Mittelstreifen-Meerbarbe (Upeneus tragula) Richardson, 1846
  - Upeneus vanuatu Uiblein & Causse, 2013
  - Upeneus vittatus (Forsskål, 1775)
  - Upeneus xanthogrammus Gilbert, 1892